# Choi Tae-uk
Choi Tae-uk (* 13. März 1981 in Incheon) ist ein ehemaliger südkoreanischer Fußballspieler und heutiger -trainer.

## Karriere

### Spieler

#### Klub
Nach seiner Schulmannschaft wechselte Choi Anfang 2000 in den Kader von Anyang LG Cheeta, gleich in seiner ersten Saison wurde er mit dem Klub Meister. Zum Jahresanfang 2004 ging es für ihn dann weiter zu Incheon United, wo er jedoch nur eine Saison lang verblieb. Seine nächste Karriere-Station lautete daraufhin Shimizu S-Pulse in Japan, wo er jedoch ebenfalls nur ein Jahr verbrachte.
Zurück in Südkorea schloss er sich 2006 den Pohang Steelers an, mit denen er in der Saison 2007 auch noch einmal Meister wurde. Für die Saison 2008 schloss er sich ein weiteres Mal einem neuen Team an, diesmal war dies Jeonbuk Hyundai, wo er ebenfalls in der Folgesaison wieder einmal den Meistertitel erringen konnte. Bereits im Sommer des Jahres 2010 wechselte er dann schon wieder weiter, nun zu seinem ehemaligen Klub, welcher mittlerweile den Namen FC Seoul führte. In den nächsten vier Jahren gewann er mit seiner Mannschaft hier erneut noch einmal zwei Meistertitel.
Für die Saison 2014 schloss er sich dann nochmal Ulsan Hyundai an, wo er dann am Ende der Saison seine Karriere als Spieler auch beendete.

#### Nationalmannschaft
Sein erstes bekanntes Spiel für die südkoreanische Nationalmannschaft war am 7. April 2000 bei einem 6:0-Sieg über die Mongolei während der Gruppenphase der Asienmeisterschaft 2000. Hier stand er in der Startelf und steuerte zudem in der zweiten Halbzeit noch zwei der sechs Tore der Mannschaft bei. In seiner gesamten Karriere in der Nationalmannschaft danach kam er nur auf zwei weitere Treffer. Nach einem weiteren Einsatz bei diesem Turnier kam er in der Folge erst einmal nur bei Freundschaftsspielen zum Einsatz. Sein nächstes Turnier war dann der Gold Cup 2002, wo er in drei Partien Einsatzzeit bekam. Schließlich wurde er auf für den Kader Weltmeisterschaft 2002 nominiert und erhielt hier in einem Gruppenspiel etwas Spielzeit.
Bei der Asienmeisterschaft 2004 kam er dann wiederum mehr zum Einsatz. Da seine Mannschaft jedoch nicht über die Gruppenphase hinaus kam, wurden es nicht mehr als drei Partien.
Anschließend folgte eine Pause von zwei Jahren, in denen er keinerlei Spiele absolvierte. Im Jahr 2005 kam er dann bei der Ostasienmeisterschaft 2005 in drei Spielen zum Einsatz und absolvierte jedoch im Anschluss erneut für vier Jahre kein weiteres Spiel. Im Juni 2009 kam er dann noch einmal bei einem Freundschafts- sowie bei einem Qualifikationsspiel für die Weltmeisterschaft 2010 zum Einsatz. Sein letzter Einsatz fand dann wiederum erst am 25. Februar 2012 statt und damit knapp 12 Jahre nach seinem ersten Einsatz. Bei dem 4:2-Freundschaftsspielsieg über Usbekistan wurde er nochmal zur zweiten Halbzeit für Lee Keun-ho eingewechselt.
Zudem war er auch Teil der Mannschaft bei den Olympischen Spielen 2000 in Sydney, wie auch dann nochmal Teil der Mannschaft bei den Olympischen Spielen 2004 in Athen.

### Trainer
Bereits während seiner letzten Saison als Spieler war er für Ulsan Hyundai gleichzeitig auch als Scout für die Nachwuchsmannschaft unterwegs. Diese Tätigkeit führte er dann von 2015 bis 2017 weiter bei Seoul E-Land aus. Bei diesem Klub wurde er Anfang 2008 auch Co-Trainer. Seit Sommer 2018 führt er diese Position bei der A-Nationalmannschaft aus.